# Решетилівська волость
Решетилівська волость — адміністративно-територіальна одиниця Полтавського повіту Полтавської губернії з центром у містечку Решетилівка.
Станом на 1885 рік — складалася з 40 поселень, 5 сільських громад. Населення 15744 — осіб (7586 осіб чоловічої статі та 8158 — жіночої), 2408 дворових господарств.

Старшинами волості були:
- 1900 року відставний писарь Василь Романович Палай[2];
- 1904 року козак Сільвестр Євтухійович Пульян[3];
- 1913—1915 роках козак Давид Федорович Поревай[4],[5].